# Rochester (Wisconsin)
Rochester es una villa ubicada en el condado de Racine en el estado estadounidense de Wisconsin. En el censo de 2010 tenía una población de 3.682 habitantes y una densidad poblacional de 80,16 personas por km².

## Geografía
Rochester se encuentra ubicada en las coordenadas 42°43′59″N 88°15′1″O / 42.73306, -88.25028. Según la Oficina del Censo de los Estados Unidos, Rochester tiene una superficie total de 45,93 km², de la cual 45,27 km² corresponden a tierra firme y (1,44%) 0,66 km² es agua.

## Demografía
Según el censo de 2010, había 3.682 personas residiendo en Rochester. La densidad de población era de 80,16 hab./km². De los 3.682 habitantes, Rochester estaba compuesto por el 97,83% blancos, el 0,16% eran afroamericanos, el 0,33% eran amerindios, el 0,46% eran asiáticos, el 0,14% eran isleños del Pacífico, el 0,49% eran de otras razas y el 0,6% pertenecían a dos o más razas. Del total de la población el 2,8% eran hispanos o latinos de cualquier raza.